# Laura Drasbæk
Laura Drasbæk (født 22. december 1974 på Nørrebro, København) er en dansk skuespiller og forfatter. Hun debuterede i filmen Lad isbjørnene danse i 1990. Siden er hun uddannet fra Skuespillerskolen ved Aarhus Teater i 2001.
Hun har spillet flere teater- og filmroller. Desuden har hun skrevet børnebøgerne Gersemi og de nordiske guder (2005) og Alma med dragehjerter (2006). Laura Drasbæk arbejder sideløbende som sælger i Ib Spang Olsens galleri ved Kongens Have i København. I 2010 deltog hun i Vild med dans, her fik hun en andenplads sammen med sin dansepartner Silas Holst.

## Privat
Hun har to sønner med Gerard Bidstrup, desuden har hun været gift med Kasper Eistrup.
Hun danner efter en pause igen par med Lasse Spang Olsen.

## Filmografi

### Film
| År   | Titel                           | Rolle        | Noter |
| ---- | ------------------------------- | ------------ | ----- |
| 1990 | Lad isbjørnene danse            |              |       |
| 1991 | Drengene fra Sankt Petri        |              |       |
| 1995 | Sidste time                     |              |       |
| 1996 | Mørkeleg                        |              |       |
| 1996 | Pusher                          | Vic          |       |
| 2000 | Blinkende lygter                |              |       |
| 2002 | Okay                            |              |       |
| 2003 | Switching                       |              |       |
| 2004 | Den gode strømer                |              |       |
| 2004 | Familien Gregersen              |              |       |
| 2005 | Mørke                           | Nina         |       |
| 2007 | Hjemve                          |              |       |
| 2007 | Daisy diamond                   |              |       |
| 2007 | Ekko                            |              |       |
| 2009 | Simon & Malou                   | Lotte        |       |
| 2012 | Lærkevej - Til døden os skiller | Katrine Holm |       |
| 2016 | De vildfarne                    | Maria        |       |

### Tv-serier
| År          | Titel               | Rolle               | Afsnit nr. |
| ----------- | ------------------- | ------------------- | ---------- |
| 2001        | Rejseholdet         |                     | 28         |
| 2002        | Langt fra Las Vegas |                     | 40         |
| 2003        | Nikolaj og Julie    |                     | 22         |
| 2006        | Anna Pihl           |                     | 2, 4, 5    |
| 2007 – 2008 | Forbrydelsen        |                     | 1 – 20     |
| 2009        | Lærkevej            | Katrine Holm        |            |
| 2010        | Lærkevej 2          | Katrine Holm        |            |
| 2020 – 2024 | Sommerdahl          | Marianne Sommerdahl | 1 – 24     |